# Англо-Єгипетський Судан
Англо-Єгипетський Судан — кондомініум Єгипту і Об'єднаного Королівства у 1899—1956 роках.

## Союз з Єгиптом
У 1820 валі Мухаммед Алі Єгипетський завоював північний Судан. Цей регіон давно мав мовні, культурні, релігійні та економічні зв'язки з Єгиптом і часто перебував у єгипетському правлінні з часів фараонів. Мухаммед Алі активно намагався розширити свою владу, щоб вийти зі складу Османської імперії і хотів мати Судан як своє володіння. Під час панування його і його наступників Єгипет і Судан управлялися як єдине ціле, для того щоб зберегти «єдність у долині Нілу». Ця політика була збережена і посилена насамперед Ісмаїлом-пашею, під час правління якого було завойовано решта Судану.

## Британська участь
З відкриттям Суецького каналу у 1869 економічні та стратегічні значення Єгипту та Судану значно зросли, що привернуло увагу великих держав, зокрема Великої Британії. Десять років опісля, у 1879, величезний зовнішній борг уряду Ізмаїл паші послужив приводом для зняття його з посади і становлення главою держави Тауфіка. Піднесення Тауфіка руками іноземних держав обурювало єгипетських і суданських націоналістів, які обурювалися на все зростаючий, вплив європейських урядів і торговців у справи країни. Це призвело до повстання Арабі-паші. Тауфік звернувся за допомогою до Великої Британії. Британці атакували великий порт Александрія, а потім вторглися в країну. Британські війська скинули уряд Арабі-паші і загарбали решту Єгипту та Судану в 1882. Незважаючи на те, що влада Тауфіка була відновлена, британці мали вельми великий вплив на єгипетські та суданські справи.

## Повстання махдістів
Згода Тауфіка на британську окупацію викликала незадоволення у Єгипті і Судані. Велика частина британських військ була зосереджена на півночі Єгипту, в тому числі в Александрії, Каїрі та в зоні Суецького каналу. Але в Судані знаходилося мало військ, і в підсумку там спалахнуло повстання. Його очолив Мухаммед Ахмед, який оголосив себе махді. Повстання було і політичним, і релігійним. Він хотів вигнати англійців, повалити існуючу монархію і встановити ісламський уряд. Хоч Мухаммед був перш за все суданським націоналістом, він залучив на свою сторону єгиптян. Повстання досягло максимуму під час захоплення Хартуму і смерті британського генерала Чарльза Джорджа Гордона у 1885. Війська Тауфіка і Великої Британії були змушені піти з майже всього Судану, і Мухаммед Ахмед встановив теократичну державу.
Релігійний уряд Мухаммеда ввів традиційні ісламські норми і зазначив, що треба продовжувати військові дії, поки всі британці не будуть вигнані з Судану і Єгипту. Незважаючи на те, що він помер через шість місяці після взяття Хартума, заклик Мухаммеда був підтриманий його наступником, Абдаллахом ібн аль-Саїдом, який вторгся в Ефіопію в 1887, дійшовши до Гондеру і розпочав наступ на Північний Судан і Єгипет в 1889. Цей наступ було зупинено Тауфіком, і суданські війська були виведені з Ефіопії.

## Англо-єгипетський кондомініум 1899—1956

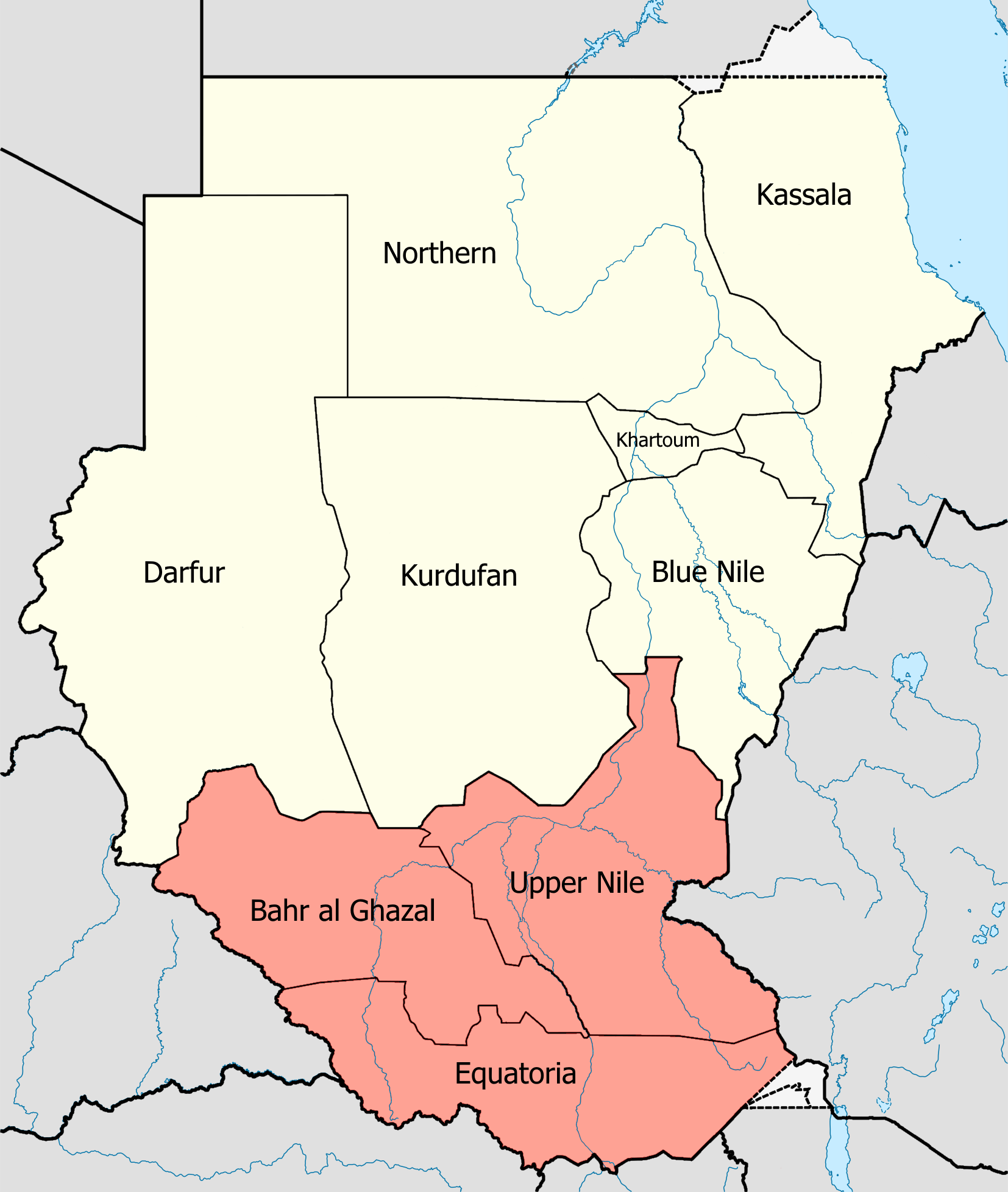
Провінції Англо-Єгипетського Судану в 1948 році. Червоним кольором — провінції майбутнього Південного Судану..

Після махдістських поразок син Тауфіка, Аббас II Хільмі і британці вирішили відновити контроль над Суданом. Командувач об'єднаної англо-єгипетської армії, Горацій Герберт Кітченер провів військову кампанію з 1896 по 1898. Кампанія Кітченера найбільшого успіху досягла в битві при Омдурмані. Враховуючи, що британський вплив в Єгипті було офіційно консультативним (хоча насправді це було набагато більш прямим), британці наполягли, щоб їх роль в Судані була формалізована. Таким чином, у 1899 було прийнято угоду, за якою главою Судану становився єгипетський генерал, призначений за дозволом Великої Британії. Але насправді британці не любили єгипетських і суданських націоналістів, тому Судан був фактично колонією Британської імперії. Згідно з політикою «розділяй і володарюй», британці хотіли повністю призупинити процес об'єднання долини Нілу, розпочатий при Мухаммеді Алі Єгипетському, і не допустити подальшого об'єднання територій.
Ця політика була застосована в межах Судану. У 1924 році ця територія була розділена фактично на дві частини: мусульманську північ, де переважала арабська мова і анімістсько-християнський південь. У 1910 році до Судану була приєднана територія Анклаву Ладо.
Через тривалу британську окупацію Єгипту дедалі більше наростало обурення. Єгипетська влада хотіла створити рівноправне об'єднаних держав Єгипту та Судану. Після формального кінця правління Османа в Єгипті в 1914 Хусейн Каміль оголосив себе султаном Єгипту та Судану, як і його брат Ахмед Фуад I, який правив після нього. Бажання створити об'єднану державу проявилася ще раз, коли державу було перейменовано в Королівство Єгипту та Судану, але британці як і раніше протистояли цьому.
Відмова уряду в Каїрі на повну британську окупацію Судану призвів до появи організацій, які прагнули до незалежності самого Судану. Першою ластівкою стала утворена в 1924 організація на чолі з групою суданських офіцерів, відома як Ліга Білого Прапора. Очолювали групу Алі Абдуллатіф і Абдул Фаділь Алмаз.

## Скасування кондомініуму і шлях до незалежності

Тимчасовий прапор Судану, який використовувався під час Афро-Азійської конференції (квітень 1955 р.).

Незважаючи на закінчення окупації Єгипту в 1936 (за винятком зони Суецького каналу), британці залишали свої війська в Судані. Єгипетський уряд не раз наголошував про скасування співвладарювання, що британська окупація незаконна, наполягав на визнанні Фарука I королем Єгипту та Судану, але британці не бажали це визнавати. Британську окупацію Судану припинила лише липнева революція в Єгипті. Після скасування монархії главами держав стали Мохаммед Нагіб, і Гамаль Абдель Насер, який вважав, що треба самому відмовитися від зазіхань на Судан, щоб закінчити британську окупацію. Оскільки претензії Великої Британії залежали від єгипетського суверенітету, то революціонери прийшли до висновку, що їхня тактика не залишає британцям вибору, окрім як піти. У 1954 уряди Великої Британії і Єгипту підписали угоду про визнання незалежності Судану. За британсько-єгипетською угодою, з 1 січня 1956 Судан став суверенною державою, завершивши 136-річний союз з Єгиптом і 55-річне правління Великої Британії.